# ایزوکاربوکسازید
ایزوکاربوکسازید (به انگلیسی: Isocarboxazid)
نام تجارتی : Marplan
رده دارویی: مهارکننده منو آمین اکسیداز
رده درمانی: ضد افسردگی
اشکال دارویی: قرص ۱۰ میلی گرمی

## مکانیسم اثر
ایزوکاربوکسازید اثر ضد افسردگی خود را از طریق مهار آنزیم منوآمین اکسیداز اعمال می‌کند. مهار این آنزیم باعث افزایش غلظت نوراپی نفرین و سروتونین در دستگاه عصبی مرکزی (CNS) می‌شود.
نکته از فارماکولوژی کاتزونگ: ایزوکاربوکسازید یکی از مهارکننده‌های غیرانتخابی بدون بازگشت مونوآمین اکسیداز می‌باشد،(یک ضدافسردگی خیلی قوی بعنوان مهارکننده مونو آمین اکسیداز) که مانند اغلب داروهای ضد افسردگی، (به جز SSRIها) در نهایت سبب تشدید فعالیت گیرنده‌های آمینی می‌شوند. داروهای ضدافسردگی سه حلقه ای(Tcas) و دو داروی ونلافاکسین/دولوکستین(مهارکننده های بازجذب نوراپی‌ نفرین-سروتونین و به مراتب میزان اندکی دوپامین SNRIs) موجب تشدید فعالیت برخی ناقل های عصبی مغز در سیناپس‌ های نورون ها(سلول‌ های مغز) از قبیل اپی‌نفرین نوراپی نفرین، سروتونین و دوپامین می شوند. 
نکته‌ای دیگر از کاتزونگ: مهارکننده‌های MAO(مونوآمین اکسیداز) مثل سه حلقه‌ای‌ها، قادر به مهار بازجذب نوراپی نفرین در پایانه‌های عصبی اتونوم می‌باشند. در نتیجه اثرات سمپاتومیمتیک در اعصاب اتونوم محیطی ایجاد می‌شود.

## موارد مصرف
- افسردگی شدید، که به درمان با سایر داروهای ضد افسردگی و درمان الکتروکانوالسیو پاسخ نمی‌دهد.

## طریقه مصرف
- به عنوان درمان افسردگی شدید، که به درمان با سایر داروهای ضد افسردگی و درمان الکتروکانوالسیو پاسخ نمی‌دهد:

در بالغین: ۱۰ میلیگرم از راه خوراکی، هر ۸ ساعت تجویز می‌شود. در صورت بهبود نسبی، مقدار دارو باید به ۱۰ تا ۲۰ میلی گرم در روز کاهش یابد.

## موارد منع مصرف
- هیپرتانسیون کنترل نشده
- اختلالات همراه با تشنج کنترل عضلانی

## موارد احتیاط
- آنژین صدری
- بیماران قلبی - عروقی
- نارسایی کلیه
- نارسایی کبد
- دیابت تیپ I و II
- بیماری پارکینسون
- هیپرتیروئیدیسم
- اختلالات دوقطبی

## تداخلات دارویی
- ایزوکاربوکسازید باعث تشدید اثرات افزایش فشار خون، داروهایی مثل: آمفتامین، افدرین، فنیل افرین و سایر داروهای مشابه می‌گردد.
- مصرف همزمان ایزوکاربوکسازید با بیحس کننده‌های اسپاینال و بیحس کننده‌های عمومی ممکن است باعث هیپوتانسیون شدید و تضعیف شدید دستگاه عصبی مرکزی شود.
- مصرف همزمان ایزوکاربوکسازید با سایر داروهای تضعیف کننده سیستم اعصاب مرکزی، اثرات تضعیف دستگاه اعصاب مرکزی افزایش می‌یابند.

## عوارض جانبی
- در سلسله اعصاب مرکزی: عصبی شدن، بی قراری، بی خوابی، ضعف، سردرد، سرگیجه، ورتیگو، ترمور، هیپررفلکسی، پرش عضلانی، مانیا، کنفوزیون، کاهش حافظه، خستگی، آژیتاسیون .
- در قلب و عروق: هیپوتانسیون ارتوستاتیک، تپش قلب، تاکی کاردی، هیپرتانسیون، خونریزی مغزی کشنده در حین حمله هیپرتانسیون، دیس ریتمیهای قلبی
- در چشم: تاری دید
- در دستگاه گوارش: خشکی دهان، بی اشتهایی، تهوع، اسهال، یبوست، درد شکم
- در دستگاه تناسلی-ادراری: تغییر در لیبیدو، احتباس ادراری، سوزش ادرار، تغییر رنگ ادرار
- در کبد: یرقان
- در سایر قسمت‌ها: خیز محیطی، تعریق، تغییر در وزن، واکنش افزایش حساسیت.

نکته مهم: مصرف درازمدت مهارکننده‌های MAO، از جمله ایزوکاربوکسازید موجب افت فشار خون می‌گردد.